# Glaciation du Karoo

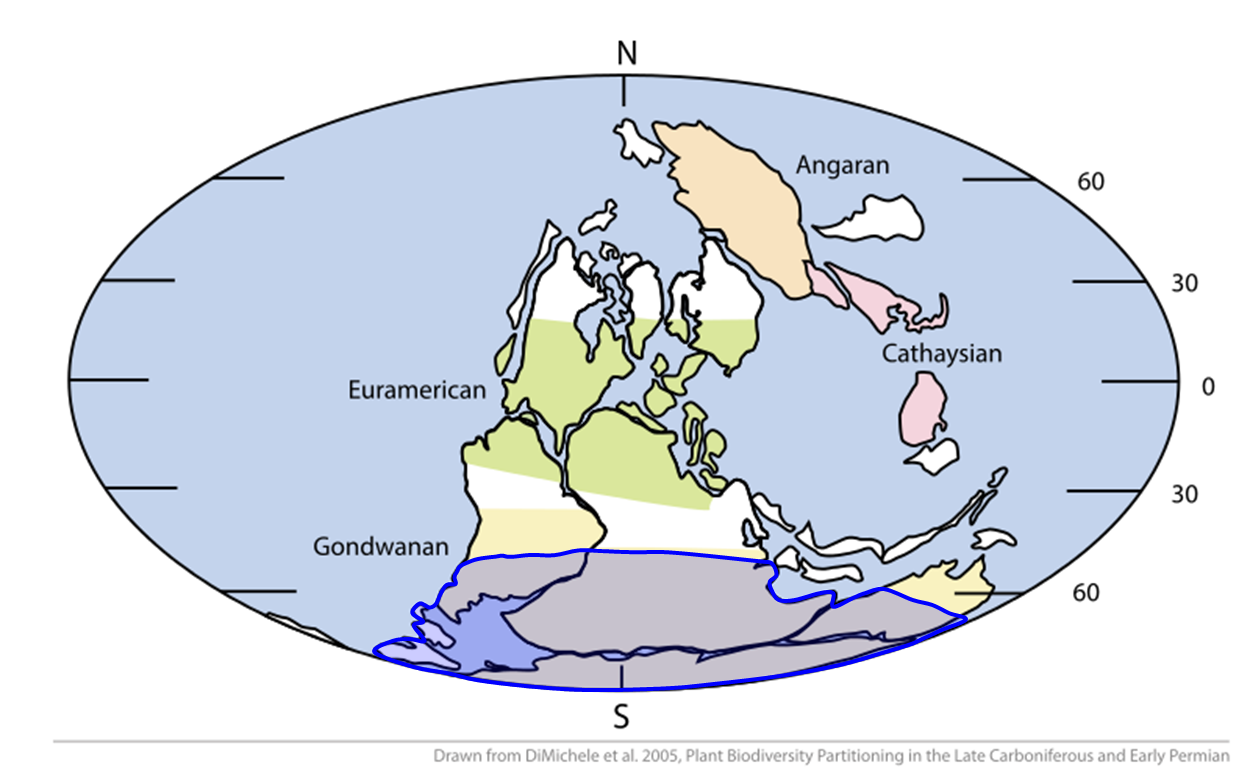
Extension de la glaciation du Karoo, en bleu, sur le supercontinent Gondwana durant le Carbonifère et le Permien.

La glaciation du Karoo est une période glaciaire qui dura de −320 à −260 millions d'années. Ce fut la seconde glaciation du Paléozoïque, la troisième ère de l’histoire de la Terre.
Elle est nommée d'après la tillite du groupe de Dwyka, situé dans la région du Karoo en Afrique du Sud, où les preuves de cette glaciation furent pour la première fois clairement identifiées au xixe siècle.
L'assemblage des plaques tectoniques de la Laurussia et du proto-Gondwana, formant la Pangée, créa une masse continentale massive dans la région Antarctique ; la fermeture de l'océan Rhéique et de l'océan Iapétus perturba la circulation des courants chauds dans la Panthalassa et l'océan Thétys, ce qui entraîna un refroidissement progressif des étés ainsi que des accumulations de neige en hiver, ce qui fit croître la taille des glaciers qui couvrirent la majeure partie du Gondwana.
Au moins deux épisodes majeures de glaciation ont été identifiés. Le premier se produisit au Mississippien (359-318 Ma) ; la calotte glaciaire s'étendit depuis un noyau situé en Afrique australe et en Amérique du Sud. Le second eut lieu au Pennsylvanien (318-299 Ma) ; le bouclier glaciaire crût depuis l'Australie et l'Inde.

## Glaciations du Paléozoïque tardif
Selon Eyles et Young, « La glaciation du Dévonien tardif est bien documentée dans trois larges bassins intracratoniques au Brésil (bassins de Solimoes, Amazonas et Paranaiba) ainsi qu'en Bolivie. Au début du Carbonifère (env. 350 Ma), les strates glaciaires commencèrent à s'accumuler dans les bassins sub-andéens de Bolivie, Argentine et Paraguay. Au milieu du Carbonifère, la glaciation s'étendit à l'Antarctique, l'Australie, l'Afrique australe, le sous-continent indien, l'Asie et la péninsule arabique. Durant l'accumulation glaciaire du carbonifère tardif (env. 300 Ma), une grande partie du Gondwana connut des conditions glaciaires. Les dépôts glaciaires les plus épais du Permo-Carbonifère sont ceux du groupe de Dwyka (1 km d'épaisseur) dans le bassin du Karoo en Afrique australe, le groupe Itararé dans le bassin du Paraná, au Brésil (1,4 km) et le bassin de Carnarvon, dans l'est de l'Australie. Les glaciations du Permo-Carbonifère sont significatives car elles marquent les changements glacio-eustatiques du niveau des mers qu'on peut retrouver dans les bassins non glaciaires. La glaciation du Gondwana au Paléozoïque tardif pourrait s'expliquer par le déplacement du supercontinent au-dessus du pôle sud,. »
Au nord de l'Éthiopie, des reliefs glaciaires tels que des stries glaciaires, des roches moutonnées et des marques laissées par le balayage du sol par les glaciers peuvent être trouvés, enfouis sous les dépôts glaciaires du Carbonifère et du Permien inférieur.

## Causes

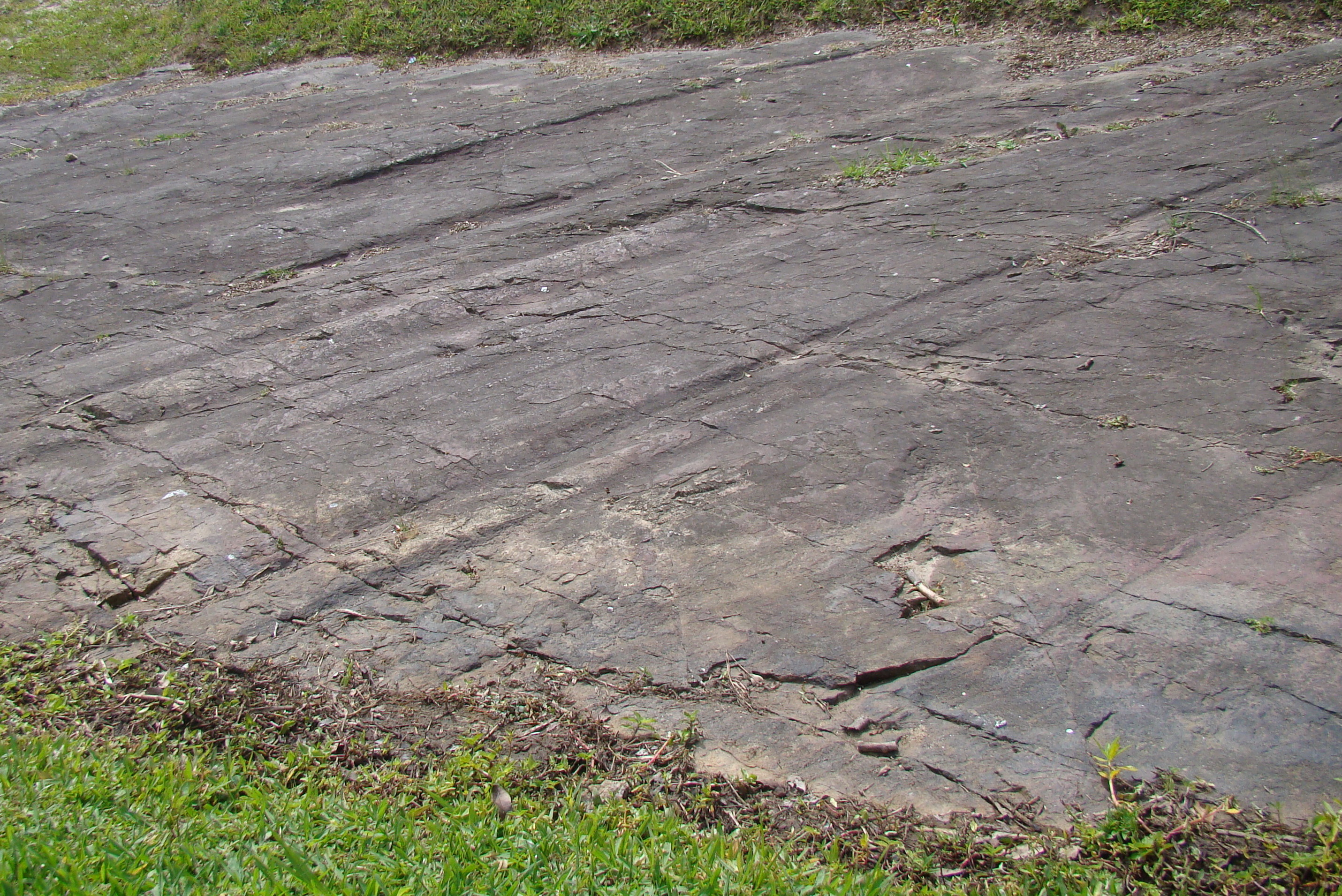
Stries glaciaires datant de la glaciation du Karoo dans le bassin du Paraná, au Brésil.

L'évolution des plantes terrestres au début du Dévonien entraîna une élévation à long terme du niveau d'oxygène. De grandes fougères arborescentes, atteignant 20 mètres de hauteur, accompagnées de lycopodes de 30 à 40 mètres, dominaient les forêts du Carbonifère qui prospéraient dans des marais de type équatorial, des Appalaches à la Pologne, puis, plus tard, sur les pentes des monts de l'Oural. Le taux d'oxygène atmosphérique atteignit des niveaux élevés — on avança 35 %, mais des modèles révisés ramenèrent ce taux à une valeur comprise entre 15 et 25 % —, et le taux global de dioxyde de carbone s'établit à moins de 300 parties par million, ce qui correspond aux périodes glaciaires. Cette réduction de l'effet de serre s'accompagna d'une accumulation de lignine et de cellulose, provenant des troncs d'arbres et autres débris végétaux, qui se retrouvèrent enfouies dans les séries houillères du Carbonifère. La réduction du taux de dioxyde de carbone fut suffisante pour déclencher le processus de climat polaire, avec des étés trop froids pour permettre à la neige accumulée en hiver de fondre. L'accumulation de six mètres de neige suffit à créer une pression telle que les niveaux inférieurs se transforment en glace.
L'élévation de l'albédo causée par l'extension de l'inlandsis enclencha une boucle de rétroaction positive, permettant aux glaces de s'étendre encore plus, jusqu'à ce que le système atteigne ses limites. La chute de température limita la pousse des plantes, et le niveau élevé d'oxygène favorisa les incendies ; même humides, les plantes pouvaient brûler. Ces deux phénomènes contribuèrent à relâcher du dioxyde de carbone dans l'atmosphère, freinant l'effet « Terre boule de neige » et générant un réchauffement par effet de serre. Les taux de CO2 remontèrent à 300 ppm au Permien.
Ces facteurs interrompirent et inversèrent l'extension des boucliers glaciaires ; la baisse de l'albédo semble avoir été suffisante pour créer des étés plus chauds et des hivers plus doux qui limitèrent l'épaisseur des champs de neige dans les zones à partir desquelles s'étaient développés les glaciers. L'élévation du niveau de la mer causée par le réchauffement ennoya les plaines où les marécages anoxiques piégeaient le carbone, le transformant en charbon. La planète présentant moins de surfaces susceptibles de séquestrer le carbone, le dioxyde de carbone retourna en plus grande quantité dans l'atmosphère, contribuant d'autant au réchauffement. Il y a 250 Ma, la Terre revint à un niveau d'oxygène atmosphérique proche de l'actuel.

## Effets

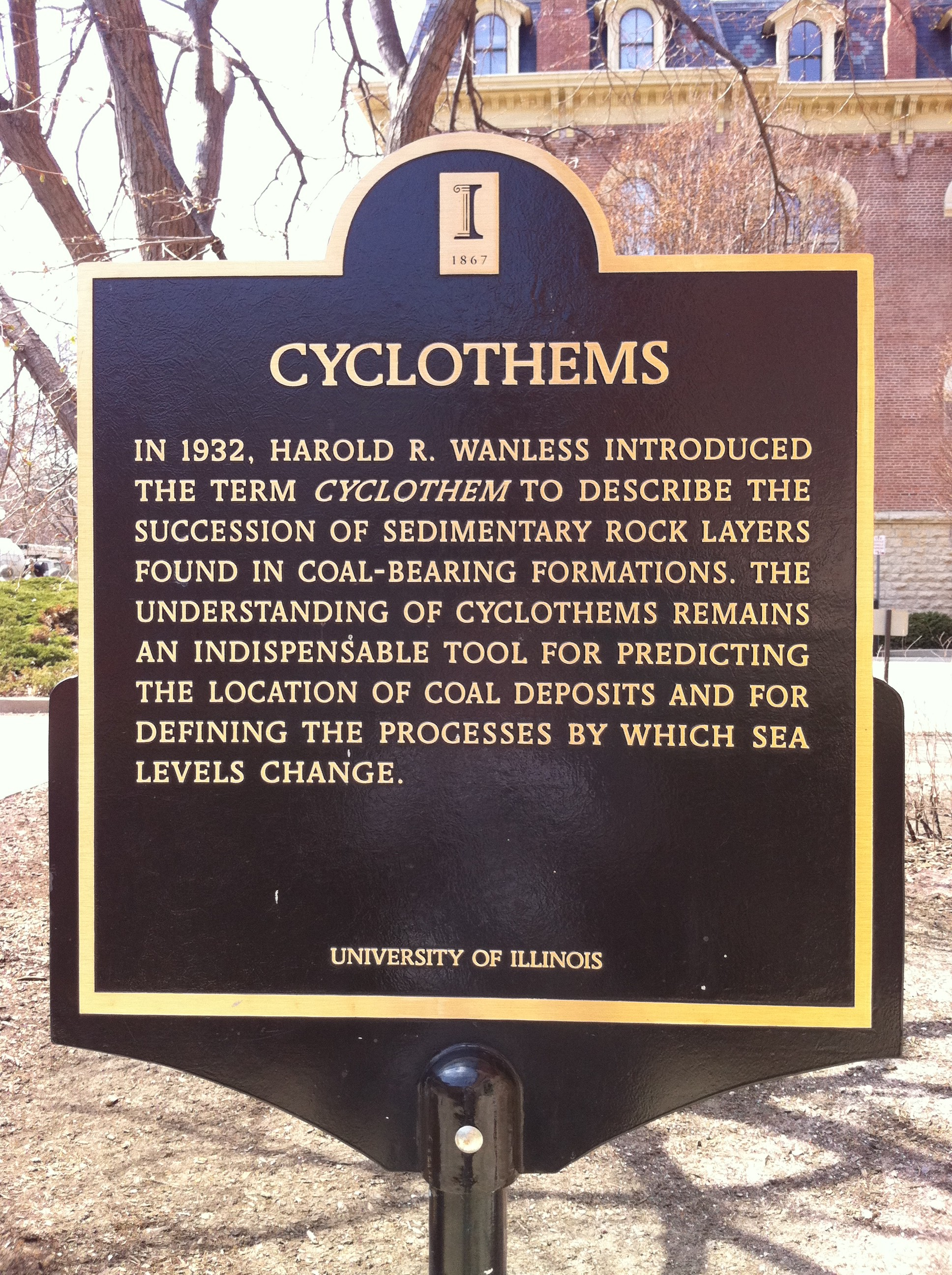
Le terme de Cyclothems a été proposé à l'origine par Harold Wanless, de l'université de l'Illinois, pour décrire une succession rocheuse du Pennsylvanien dans l'ouest de l'Illinois.

L'élévation du niveau d'oxygène durant la glaciation du Karoo eut un effet majeur sur l'évolution des plantes et des animaux. La haute teneur en oxygène et la haute pression atmosphérique favorisèrent des métabolismes plus énergivores et virent l'émergence de grands vertébrés terrestres et de très grands insectes volants, telle Meganeura, une libellule de 75 cm d'envergure.
L'Arthropleura, herbivore trapu, lointain ancêtre des mille-pattes, faisait jusqu'à 1,8 mètre de longueur, à l'instar des Euryptérides (scorpions de mer), tandis que certains scorpions terrestres atteignaient 50 ou 70 centimètres.
L'augmentation des niveaux d'oxygène conduisit également la végétation à développer une plus grande résistance au feu, et, finalement, à l'apparition des plantes à fleurs. Des études génétiques ont montré que cela se produisit lorsque, un peu plus tard, les Angiospermes se séparèrent des Cycadophytes et des Gymnospermes, à une date encore incertaine, entre 240 et 140 Ma,,.
La glaciation du Karoo présente  en outre des séquences sédimentaires uniques, appelées cyclothèmes. Elles ont été produites par la répétition des altérations successives des environnements marins et non-marins.

### Citation originale
1. ↑  (en) « Renewed Late Devonian glaciation is well documented in three large intracratonic basins in Brazil (Solimoes, Amazonas and Paranaiba basins) and in Bolivia.  By the Early Carboniferous (c. 350 Ma) glacial strata were beginning to accumulate in sub-andean basins of Bolivia, Argentina and Paraguay. By the mid-Carboniferous glaciation had spread to Antarctica, Australia, southern Africa, the Indian Subcontinent, Asia and the Arabian Peninsula. During the Late Carboniferous glacial accumulation (c. 300 Ma) a very large area of Gondwana land mass was experiencing glacial conditions.  The thickest glacial deposits of Permo-Carboniferous age are the Dwyka Formation (1000 m thick) in the Karoo Basin in southern Africa, the Itarare Group of the Parana Basin, Brazil (1400 m) and the Carnarvon Basin in eastern Australia. The Permo-Carboniferous glaciations are significant because of the marked glacio-eustatic changes in sea level that resulted and which are recorded in non-glacial basins. Late Paleozoic glaciation of Gondwana could be explained by the migration of the supercontinent across the South Pole. »